# Hilmar Röser
Hilmar Röser (* 21. Oktober 1922 in Zella-Mehlis; † 24. Mai 2014 in Garmisch-Partenkirchen) war ein deutscher Eishockeyfunktionär, der für seine Tätigkeit beim SC Riessersee, beim Deutschen Eishockey-Bund sowie beim Bayerischen Eissportverband (BEV) 2011 in die deutsche Eishockey-Ruhmeshalle (Hall of Fame) aufgenommen wurde.

## Funktionärstätigkeit
Ab 1952 war Hilmar Röser beim SC Riessersee tätig und war über viele Jahre Präsident des Vereins. Ab 1962 war er Mitglied im Spielgericht des BEV.

## Hauptberuf
Neben seiner ehrenamtlichen Tätigkeiten leitete er in Garmisch-Partenkirchen ein Reisebüro.

## Ehrungen
Röser ist Mitglied der deutschen Hall of Fame, die vom Eishockeymuseum geführt wird und Ehrenmitglied des Deutschen Eishockey-Bundes.